# 長谷川素逝
長谷川 素逝（はせがわ そせい、1907年(明治40年)2月2日 - 1946年(昭和21年)10月10日）は、日本の俳人。本名・直次郎。

## 生涯
父が大阪砲兵工廠の技師であったため大阪府で生まれたが本籍は三重県津市。1915年父の退職により津に戻り、津中学校、京都市の第三高等学校を経て京都帝国大学に入学。
俳句を田中王城、鈴鹿野風呂に師事し、1929年野風呂主宰の「京鹿子」同人。また高濱虚子にも師事し、1930年「ホトトギス」初入選。 後に平畑静塔らとともに「京大俳句」創刊に参加するも、1933年に志を異にして決別。同年、「阿漕」を創刊・主宰。
1937年、砲兵少尉として応召。同年、病により内地送還。1939年、戦争を詠んだ句を集めた句集『砲車』を刊行。その後の句集に『三十三才』『ふるさと』『村』『暦日』がある。1946年、「桐の葉」を主宰。同年、結核により旧大里陸軍療養所で死去。39歳。一時旧制甲南高等学校の教授も務めた。